# Leipziger Straße 9 (Magdeburg)

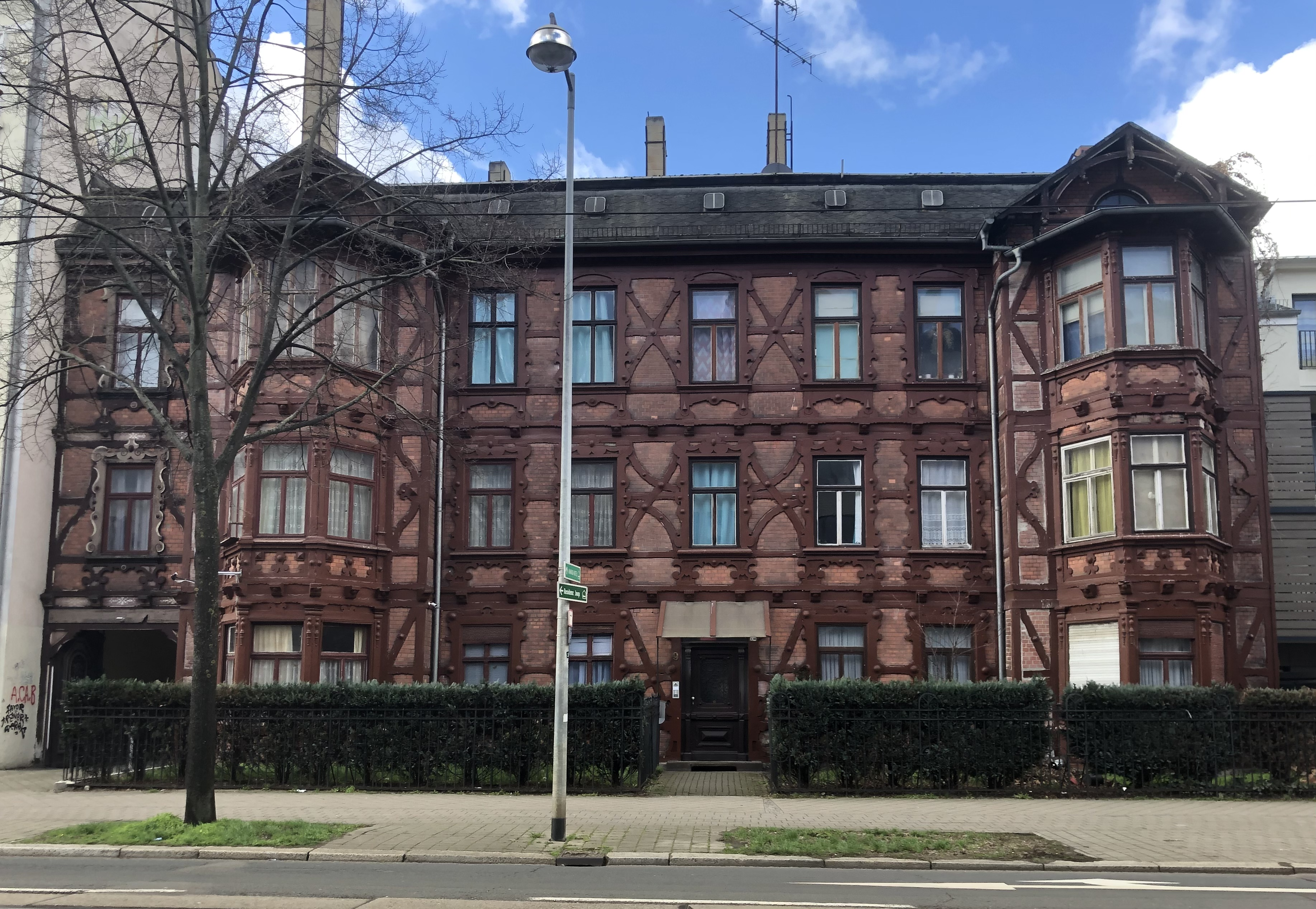
Haus Leipziger Straße 9 im Jahr 2023

Das Gebäude Leipziger Straße 9 ist ein denkmalgeschütztes Wohnhaus im Magdeburger Stadtteil Leipziger Straße in Sachsen-Anhalt.

## Lage
Das Wohnhaus befindet sich auf der Westseite der Leipziger Straße. Unmittelbar südlich grenzt das gleichfalls denkmalgeschützte Haus Leipziger Straße 10 an.

## Architektur und Geschichte
Das dreigeschossige Gebäude entstand im Jahr 1887 in Fachwerkbauweise nach Plänen des Zimmermeisters Carl Ganzlin. Es wird angenommen, dass es als Wohnhaus für Arbeiter der Geldschrankfabrik A. Purcel errichtet wurde, die sich dahinter befand. Die Fassade des Hauses ist achtachsig ausgeführt. Links und rechts bestehen schmale Risalite, vor denen jeweils ein dreigeschossiger polygonaler Erker angeordnet ist. Bekrönt werden die Risalite mit Giebelverdachungen. Die Gefache des Fachwerks sind mit roten Ziegeln ausgemauert. Das Fachwerk selbst ist üppig dekoriert und mit Holzdekorationen verziert. Es bestehen facettierte geschwungene diagonale Streben und teilweise bemalte Fensterrahmungen.
Im Inneren sind die Stockwerke als Zweispänner angelegt.
Beim Gebäude handelt es sich um ein sogenanntes Rayonhaus, das im zweiten Festungsrayon im Vorfeld der Festung Magdeburg entstand und nicht in massiver Bauweise errichtet werden durfte, um im Verteidigungsfall schnell niedergelegt werden zu können.
Im örtlichen Denkmalverzeichnis ist das Wohnhaus unter der Erfassungsnummer 094 76840 als Baudenkmal verzeichnet.